# Mapa republiky

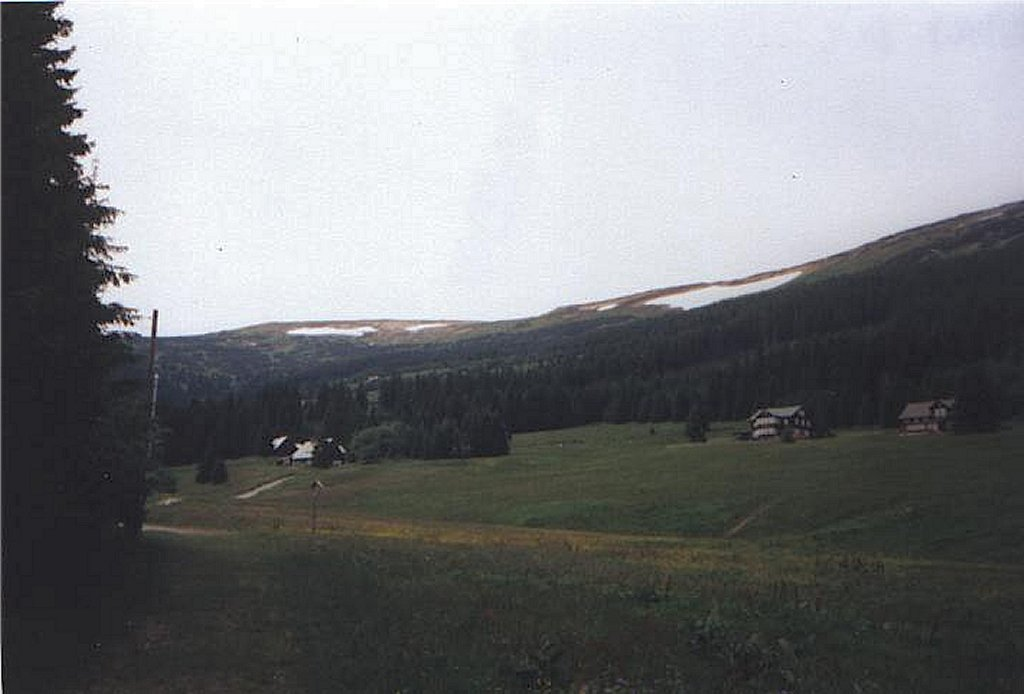
Formující se mapa republiky na fotce vpravo. Sněhová políčka vlevo odtávají dříve. Pohled z Modrého dolu

Mapa republiky je nejznámější sněhové pole (vyležisko) v Česku, kde na české straně Krkonoš bývá sníh nejdéle a které svým tvarem připomíná bývalé Československo.
Sněhovému poli dali jméno před desítkami let[kdy?] turisté, kteří si všimli, že při odtávání sněhu začíná mít tvar prvorepublikového Československa včetně Podkarpatské Rusi. Sněhové pole s mocností sněhu až 15,7 metrů (v sezóně 1999/2000) postupně odtává, až nakonec zůstane tvar středních Čech.
Mapa republiky se nachází do června až do srpna v nadmořské výšce mezi 1420–1455 m na strmém svahu pod Modrým sedlem a částečně na jižním úbočí Studniční hory. Nachází se tak nedaleko nejdrsnějšího místa v České republice, blízko Památníku obětem hor. Místo je v první zóně národního parku, přímo ke sněhovému poli se turisté nedostanou. Mohou jej však spatřit z turistické cesty z Pece pod Sněžkou na Richterovy boudy nebo z Výrovky do sedla mezi Luční a Studniční horou. Za příhodných podmínek je vidět i z Hradce Králové. Přestože leží na jižním svahu, kde sníh obvykle odtává nejdříve, v tomto případě dochází vlivem anemo-orografického systému Krkonoš k ukládání velkých mocností sněhu převátého ze zarovnaných ploch v okolí Luční boudy. Velká mocnost sněhu tak i přes velkou insolaci odtává dlouho. V době, kdy sněhové pole připomíná mapu republiky, má na délku kolem 350 metrů.
Pracovníci správy Krkonošského národního parku měří Mapu republiky již od konce 90. let 20. století, v současnosti používají techniku globálního družicového polohového systému a vytvářejí tak digitální model sněhového pole. Dle tohoto měření vydrželo pole nejdéle v roce 2005, a to až do 22. srpna. Nejrychleji naopak odtálo v roce 2018, 27.–28. května.
Ze starších pozorování lze zmínit údaj z roku 1893, kdy 23. srpna sníh ležel na ploše 43×45 m, a ještě 8. září byly na místě jeho zbytky. V roce 1894 tu sníh dokonce přetrval až do další zimy. V roce 1962 zmizel poslední sníh až 6. září, v roce 1976 vydržel dokonce do 12. září. Pokusy v té době přesně měřit výšku sněhu ztroskotaly na tom, že se nenašlo technické řešení, které by plazení masy sněhu odolalo.
| Rok  | Mocnost (m) | Datum odtání       |      | Rok   | Mocnost (m)  | Datum odtání |      | Rok          | Mocnost (m) | Datum odtání |
| ---- | ----------- | ------------------ | ---- | ----- | ------------ | ------------ | ---- | ------------ | ----------- | ------------ |
| 2000 | ↑ 15,7      | srpen – 1. dekáda  |      | 2010  | 8,1          | 30. června   |      | 2020         | 9,5         | 6. července  |
| 2001 | 6,1         | červen – 3. dekáda | 2011 | 9,6   | 14. června   | 2021         | 9,6  | 13. července |             |              |
| 2002 | 13,4        | srpen – 2. dekáda  | 2012 | 13,0  | 4. srpna     | 2022         | 11,2 | 9. července  |             |              |
| 2003 | 7,6         | červen – 3. dekáda | 2013 | 8,8   | 17. června   | 2023         | 9,7  | 8. července  |             |              |
| 2004 | ?           | po 30. červenci    | 2014 | ↓ 5,4 | 10. června   | 2024         | 8,0  | 6. června    |             |              |
| 2005 | 15,4        | ↑ 22. srpna        | 2015 | 9,7   | 4. července  | 2025         | 7,75 | 15. června   |             |              |
| 2006 | 12,3        | 22. července       | 2016 | 7,3   | 15. června   | 2026         |      |              |             |              |
| 2007 | 12,5        | 5. července        | 2017 | 9,5   | 2. července  | 2027         |      |              |             |              |
| 2008 | 14,1        | 29. července       | 2018 | 7,5   | ↓ 28. května | 2028         |      |              |             |              |
| 2009 | 13,3        | 17. července       | 2019 | 14,5  | 22. července | 2029         |      |              |             |              |

Podle tradice může po odtání pole přijít do Krkonoš léto.